# 10118 Jiwu
10118 Jiwu è un asteroide della fascia principale. Scoperto nel 1992, presenta un'orbita caratterizzata da un semiasse maggiore pari a 2,8059159 au e da un'eccentricità di 0,1601905, inclinata di 8,04974° rispetto all'eclittica.